# Sardinie
Sardinie je jeden z regionů Itálie, nacházející se především na druhém největším, stejnojmenném ostrovu ve Středozemním moři, západně od Apeninského poloostrova, jižně od francouzského ostrova Korsika. Je to jeden z pěti italských regionů s určitou mírou autonomie, přiznanou jim zvláštním zákonem. Oficiální název regionu je Autonomní oblast Sardinie. Název je dvojjazyčný v italštině a sardinštině: Regione Autonoma della Sardegna / Regione Autònoma de Sardigna. Dělí se na čtyři provincie a metropolitní město Cagliari. Region má rozlohu 24 100 km² a přes 1,6 miliónu obyvatel. V regionu se mluví kromě italštiny také sardinštinou a ve městě Alghero katalánštinou.

## Historie
Sardinie je jedním z nejstarších geologických útvarů v Evropě. Ostrov byl osídlen různými imigračními vlnami od pravěku až do nedávné doby. První lidé, kteří se usadili na Sardinii během svrchního paleolitu a mezolitu, přišli z kontinentální Evropy.
Historii Sardinie můžeme rozdělit do těchto období:
- Pravěk
- Nuragské období – od roku 1500 př. n. l.
- Starověká historie – od 9. století př. n. l.
- Období vlády Vandalů (východogermánský kmen) – 5.–6. století
- Středověk – Byzantská éra – od roku 533
- Aragonské období – od roku 1297
- Španělské období – od roku 1469
- Savojské období – od roku 1708
- Italské království – od roku 1848
- Italská republika – období po druhé světové válce – od roku 1946

#### Nuragská civilizace

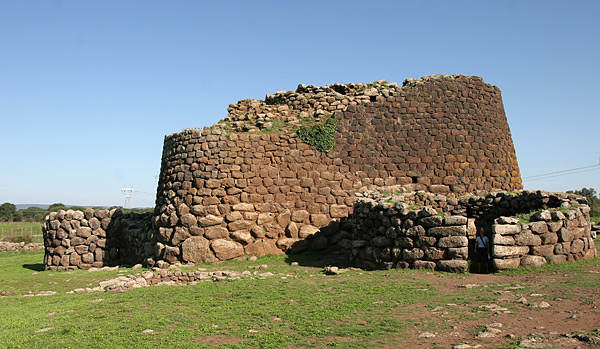
Pevnost nuraghe

Zajímavým obdobím historie Sardinie byla  nuragská civilizace – období asi od roku 1500 př. n. l. Vesnice byly tehdy stavěny kolem kulaté věže – pevnosti, zvané nuragy (obvykle v množném čísle nuraghes v angličtině a nuraghi v italštině). Tyto věže byly často opevněny a rozšířeny cimbuřím. Kmenové hranice hlídaly menší vyhlídkové nuragy postavené na strategických kopcích, odkud byl výhled na jiná území. Nuragů se v Sardinii zachovalo asi 7 000. Rozsah, složitost a územní rozšíření těchto budov svědčí o bohatství, nashromážděného nuragskými Sardinci, o jejich technologickém pokroku a o složitosti jejich společnosti. V té době byla Sardinie centrem několika obchodních cest a byla důležitým dodavatelem surovin, jako je měď a olovo, které byly stěžejní pro výrobu té doby. Důkaz o obchodu s jinými civilizacemi tohoto období dokládá několik artefaktů (např. hrnce), pocházejících až z Kypru, Kréty, pevninského Řecka, Pyrenejského a Apeninského poloostrova, které byly nalezeny v nuragských lokalitách. To svědčí o rozsahu obchodních vztahů mezi nuragskými lidmi a jinými národy v Evropě i mimo ni.
Od konce 13. století byla Sardinie pod vládou Aragonie. Ostrov byl častým cílem útoků muslimských pirátů ze Severní Afriky a ještě v roce 1798 bylo více než 900 obyvatel odvlečeno do otroctví nájezdníky z Tuniska. Španělsko o Sardinské království definitivně přišlo v roce 1714 během války o dědictví španělské ve prospěch rakouské monarchie, která území roku 1720 vyměnila se savojským vévodou Viktorem Amadeem II. za Sicílii. Území savojského vévody dostalo název Sardinské království, i když mu vládla savojská dynastie a jeho centrem byl Piemont. Po sjednocení Itálie bylo 18. února 1861 vyhlášeno zřízení Italského království a piemontsko-sardinský král Viktor Emanuel II. byl prohlášen italským králem.

## Geografie
Krajina je zde rozmanitá: najdeme tu hory, lesy, pláně, neobydlená území, potoky, skalnatá pobřeží i dlouhé písečné pláže.
Ostrov je značně hornatý s členitým pobřežím, které je dlouhé 1 849 km. Nejvyšším vrcholem je Punta La Marmora (1 834 m) v masivu Gennargentu. Oblast zahrnuje hlavní ostrov Sardinie a okolní ostrovy, mimo jiné např. Sant'Antioco, San Pietro, Asinara, La Maddalena a Caprera.

## Politika
V čele regionu stojí guvernér (Presidente), jenž je volen v přímé volbě na pětileté funkční období. Guvernér je zároveň hlavou regionální vlády (Giunta), jež se v současnosti skládá ze třinácti ministrů (Assessori). Nyní je guvernérem Christian Solinas za Sardinskou stranu akce.
Legislativním sborem je Regionální zastupitelstvo (Consiglio Regionale), které má 60 členů a je voleno poměrným systémem. Volby probíhají společně s volbou guvernéra jednou za pět let.

### Výsledky posledních voleb do regionálního shromáždění (únor 2019)
|                      |                      |                           |                     |         |       |         |
| Koalice              | Koalice              | Strana                    | Strana              | Hlasy   | Hlasy | Mandáty |
| Koalice              | Koalice              | Strana                    | Strana              | Abs.    | %     | Mandáty |
|                      | CDX                  |                           | Liga severu         | 81 421  | 11.4  | 8       |
|                      | CDX                  | Sardinská strana akce     | 70 434              | 9.9     | 8     |         |
|                      | CDX                  | Forza Italia              | 57 430              | 8.0     | 5     |         |
|                      | CDX                  | Sardinští reformisté      | 36 299              | 5.1     | 4     |         |
|                      | CDX                  | Bratři Itálie             | 33 716              | 4.7     | 3     |         |
|                      | CDX                  | Sardegna20Venti           | 29 473              | 4.1     | 3     |         |
|                      | CDX                  | Unie středu               | 26 948              | 3.8     | 3     |         |
|                      | CDX                  | Občanské hnutí Sardinie   | 11 689              | 1.6     | 1     |         |
|                      | CDX                  | Fortza Paris              | 11 611              | 1.6     | 1     |         |
|                      | CDX                  | Ostatní strany            | 11 333              | 1.6     | 0     |         |
| Středopravice celkem | Středopravice celkem | 370 354                   | 51.9                | 36      |       |         |
|                      | CSX                  |                           | Demokratická strana | 96 235  | 13.5  | 8       |
|                      | CSX                  | Svobodná a rovná Sardinie | 27 077              | 3.8     | 2     |         |
|                      | CSX                  | Progresivní oblast        | 22 671              | 3.2     | 3     |         |
|                      | CSX                  | My, Sardinie              | 20 011              | 2.8     | 2     |         |
|                      | CSX                  | Společná budoucnost       | 18 750              | 2.6     | 2     |         |
|                      | CSX                  | Sardinie společně         | 17 566              | 2.5     | 1     |         |
|                      | CSX                  | Ostatní strany            | 12 350              | 1.7     | 0     |         |
| Středolevice celkem  | Středolevice celkem  | 214 660                   | 30.1                | 18      |       |         |
|                      | Hnutí pěti hvězd     | Hnutí pěti hvězd          | Hnutí pěti hvězd    | 69 573  | 9.7   | 6       |
|                      | Ostatní strany       | Ostatní strany            | Ostatní strany      | 59 415  | 8.4   | 0       |
| Celkem               | Celkem               | Celkem                    | Celkem              | 706 020 | 100   | 60      |

## Architektura

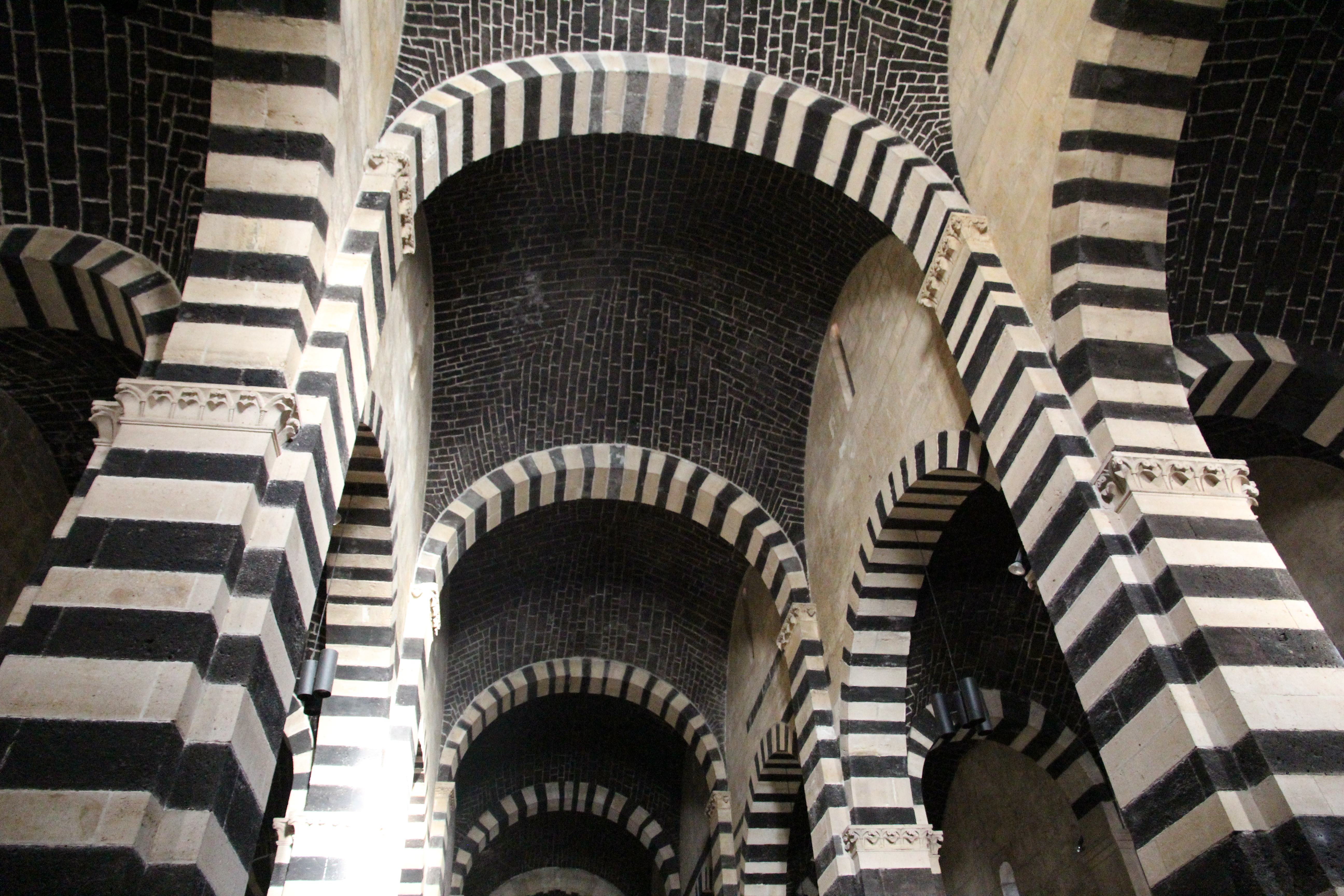
Borutta – kostel sv. Petra, Sorres (románská arch.)

Základním kamenem ve vývoji románských architektonických forem byla bazilika San Gavino v Porto Torres.  Mezi další významné stavby patří katedrály Sant'Antioco di Bisarcio v Ozieri, klášter San Pietro di Sorres v Boruttě, San Nicola di Ottana, palatinská kaple Santa Maria del Regno z Ardary a další. Pokud jde o vojenskou architekturu, v tomto období byly postaveny četné hrady na obranu území. Z počátku 14. století pochází opevnění a věže Cagliari, které navrhl Giovanni Capula.
Co se týče gotiky, nejstarším katalánským gotickým kostelem na Sardinii je svatyně Panny Marie z Bonaria. Také v Cagliari byla v téže době postavena uvnitř katedrály aragonská kaple. V první polovině 15. století byl postaven skutečný gotický klenot, komplex San Domenico, jehož součástí byl kostel a klášter. Při náletech v roce 1943 byly téměř kompletně zničeny, dochovala se pouze křížová chodba. Dalšími díly byly kostely San Francesco ve čtvrti Stampace (z nichž zůstala jen část kláštera), Sant'Eulalia a San Giacomo. V Algheru začala v 2. polovině 15. století stavba kostela San Francesco a v 16. století katedrály Panny Marie.

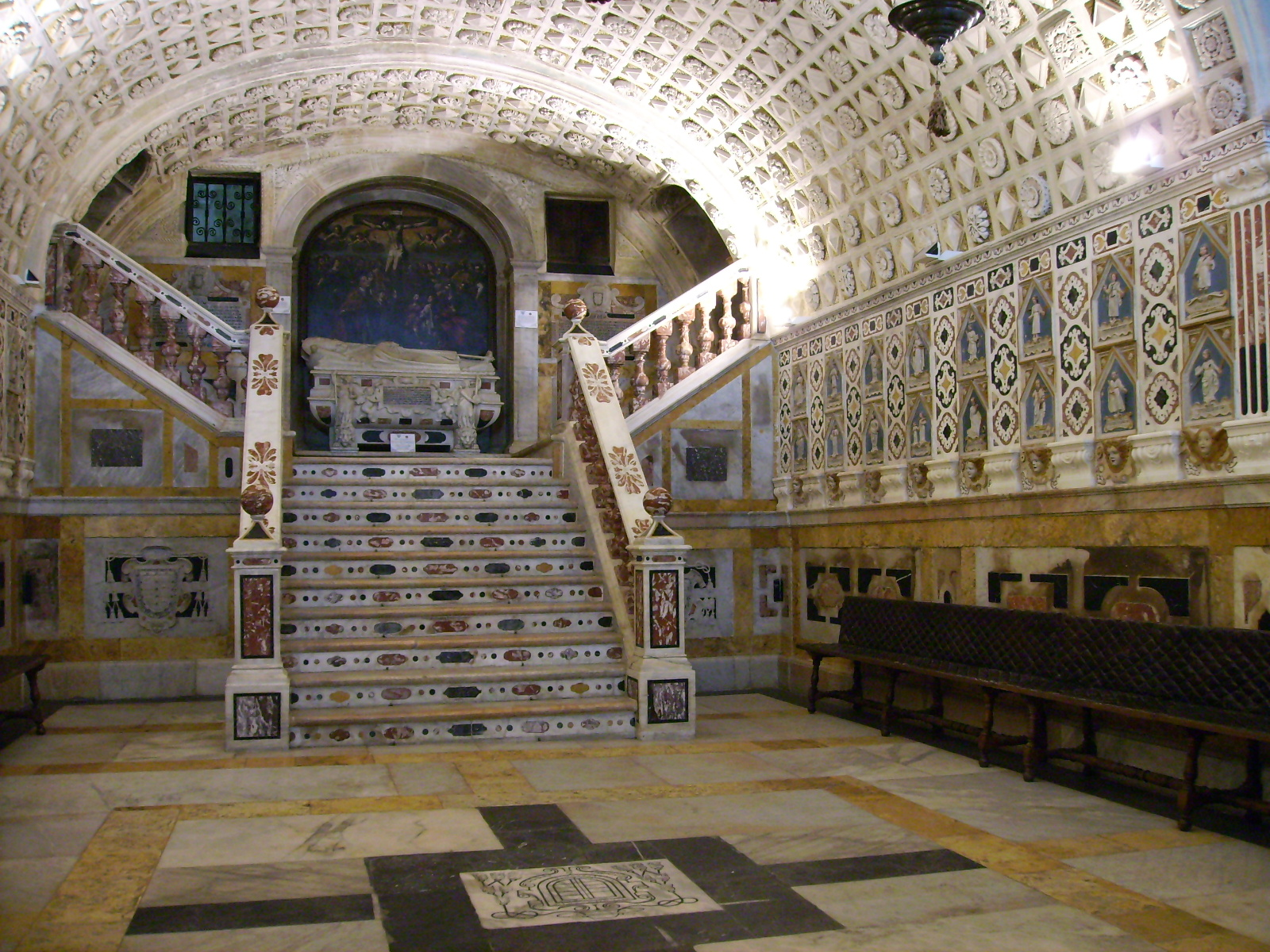
Krypta katedrály Nanebevzetí Panny Marie v Cagliari (baroko)

Renesanční architektura, i když je málo zastoupena, zahrnuje pozoruhodné stavby, jako je např. katedrála San Nicola di Sassari (pozdně gotická, ale se silným renesančním vlivem), kostel Sant'Agostino di Cagliari (navrhl Palearo Fratino), kostel Santa Caterina v Sassari (navrhl Bernardoni, žák Vignola), katedrála San Nicola di Bari v Sassari, kostel San Michele v Cagliari a také tzv. katedrála Cagliari (katedrála Nanebevzetí Panny Marie), přestavěná mezi 17. a 18. stoletím.
Počínaje 19. stoletím bylo na ostrově postaveno několik významných staveb ve stylu neoklasicismu. Mezi nejvýznamnější postavy tohoto období patří architekt Gaetano Cima z Cagliari, jehož díla jsou rozeseta po celém sardinském území. Vedle Cimových děl stojí za zmínku díla Giuseppe Cominottiho (Palazzo a Občanské divadlo v Sassari) a Antonia Cana (dóm Santa Maria di Betlem v Sassari a katedrála Santa Maria della Neve v Nuoro). Ve 2. polovině 19. století byl v Sassari postaven neogotický palác Giordano (1878), který je jedním z prvních příkladů revivalismu na ostrově.

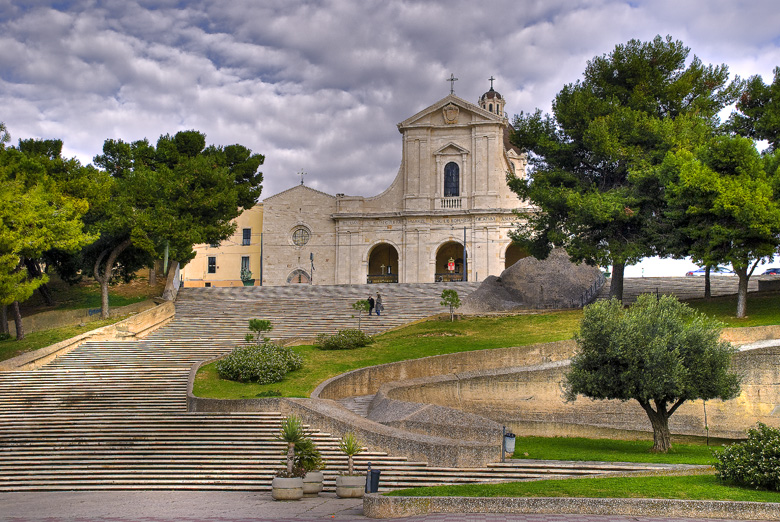
Svatyně Panny Marie z Bonaria (gotika)

Zajímavou realizací eklektického stylu, vzniklého spojením obrozeneckých a secesních vlivů, je radnice v Cagliari, dokončená na počátku 20. století. Nástup fašismu silně ovlivnil architekturu na Sardinii ve 20. a 30. letech 20. století: zajímavými počiny z té doby jsou nové obce Fertilia, Arborea a město Carbonia, jeden z největších příkladů racionalistické architektury.

## Turistika
Kromě mnoha památek navštěvují turisté hornato-skalnatou oblast Aggius (5 km SZ od Tempia) se stometrovými oblými monolity. Lákavé možnosti tu mají horolezci. Na severním pobřeží u Capo Testa se nalézá pás 60–90 m vysokých, oblých balvanových kup, přístupných z moře i pobřeží. Lezecké stěny se zvedají z moře a pláží v Golfo di Orosei u Cala Gonone a jižněji u Cala Fuili a Cala Luna. Efektní červené skalní stěny vystupující přímo z vody u Arbatax (poblíž Tortoli) se pro svou zvětralost využívají méně. V provincii Oristano je archeologické naleziště starobylého města Tharros. Přístup je nejčastěji lodí z Itálie anebo z Korsiky přes Bonifácký průliv.
Více než 1/4 území ostrova je ekologicky chráněna. Ostrov má tři národní parky a deset regionálních parků.

## Fotogalerie

Geografie Sardinie
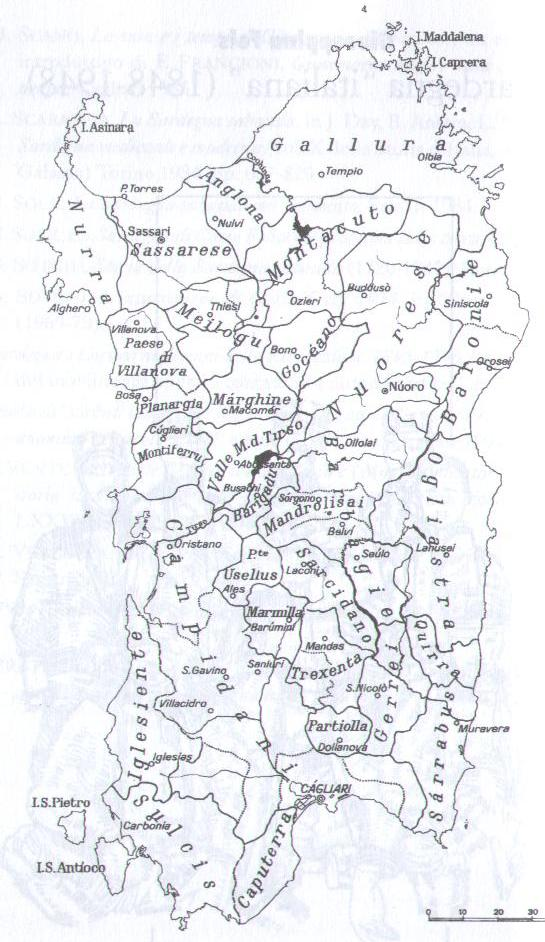
Reálie Sardinie
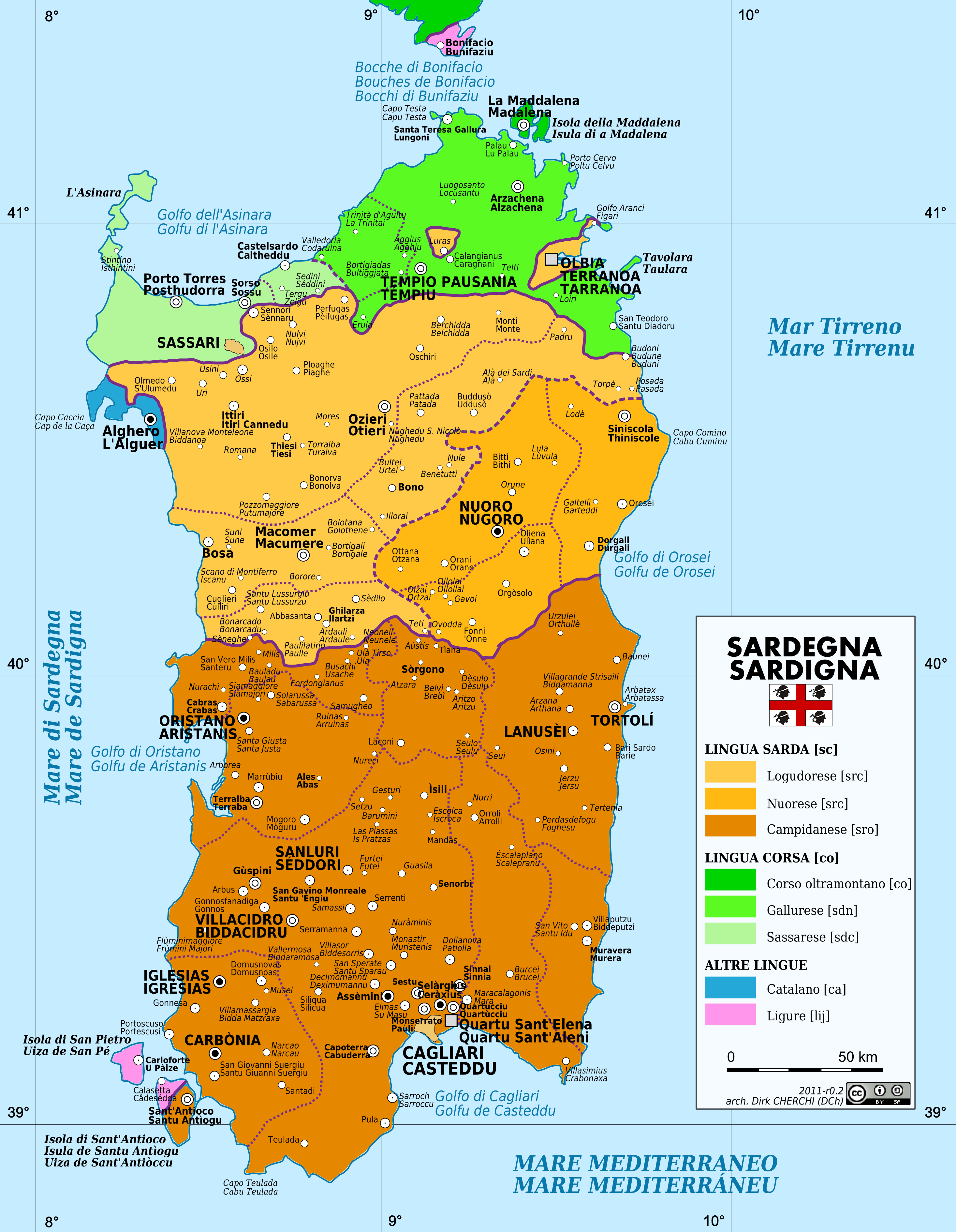
Jazyková situace na Sardinii
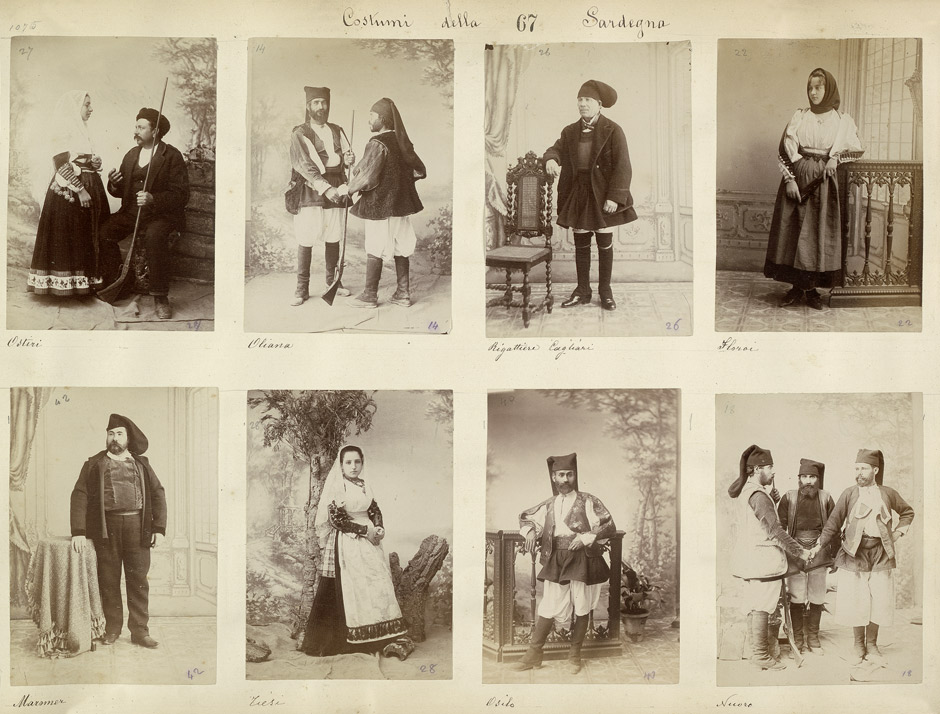
Sardské kostýmy (1880)
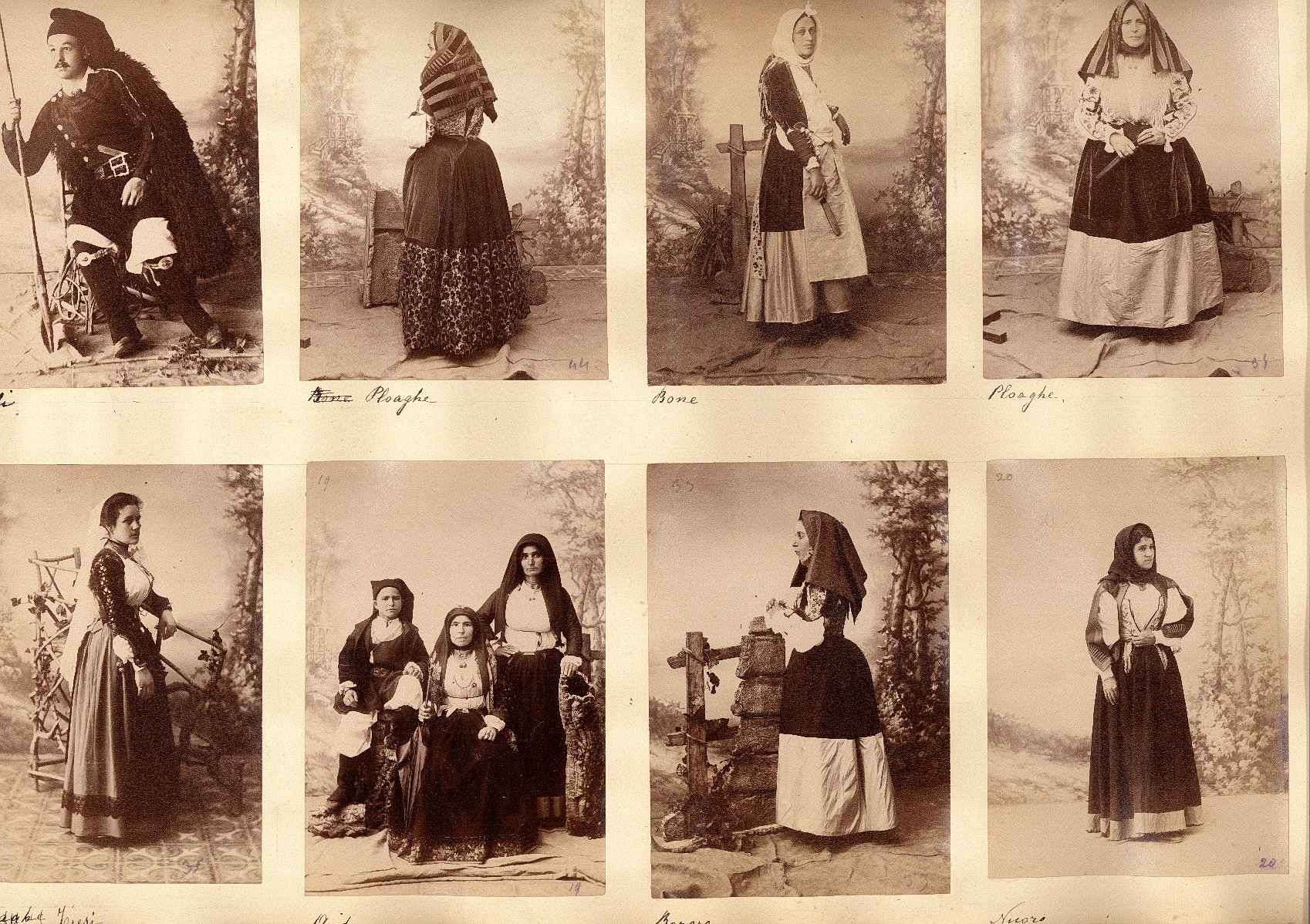
Sardské kostýmy (1880)
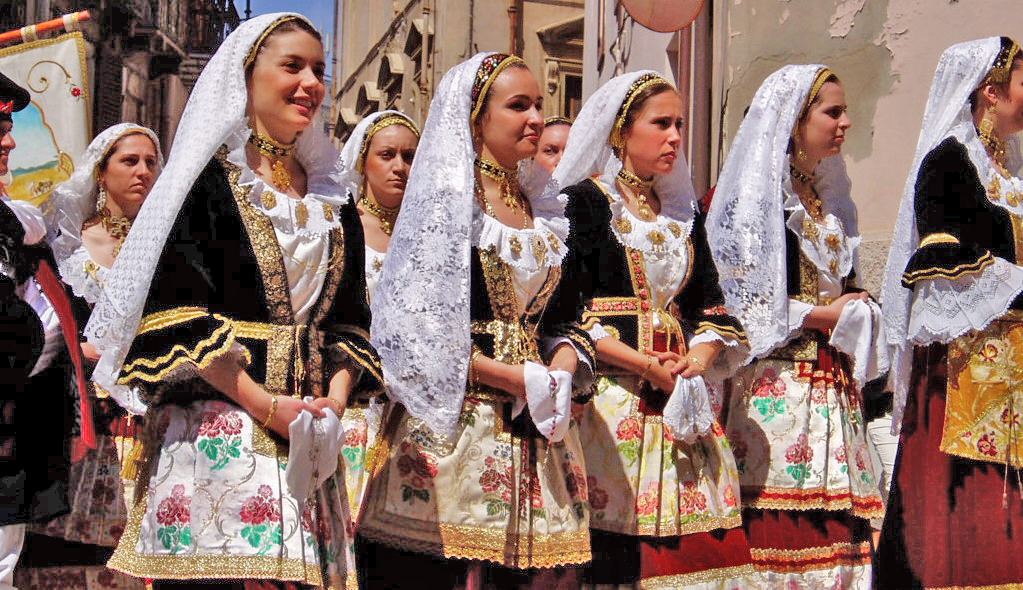
Sardské dívky v krojích
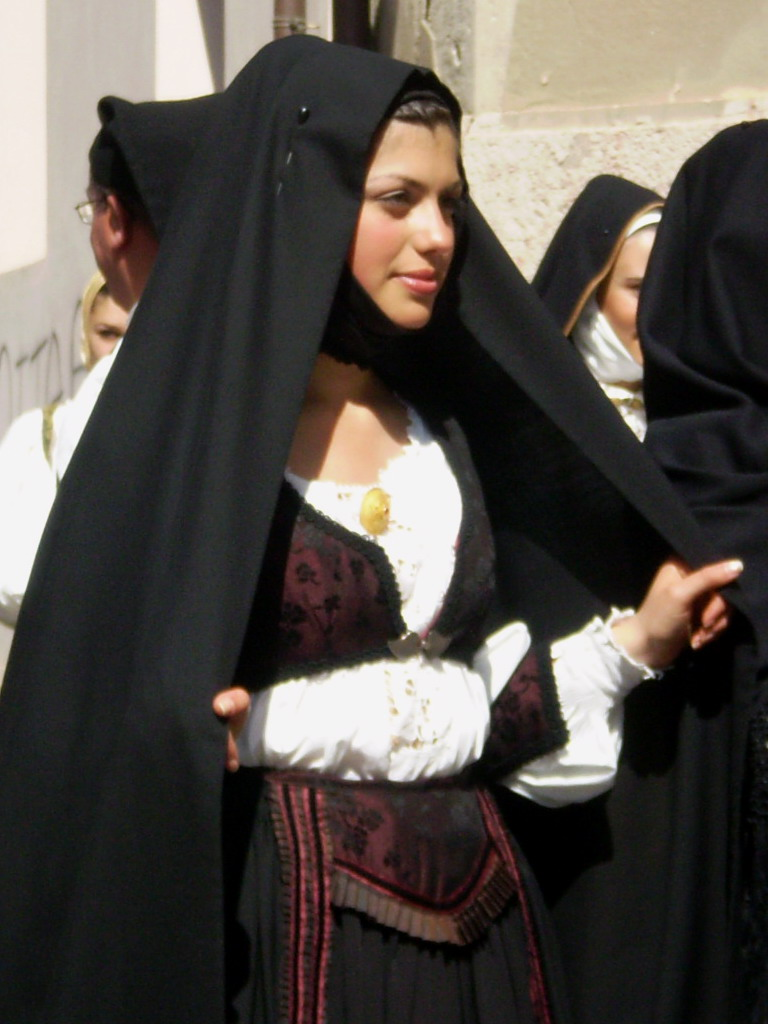
Sardská dívka z Isili
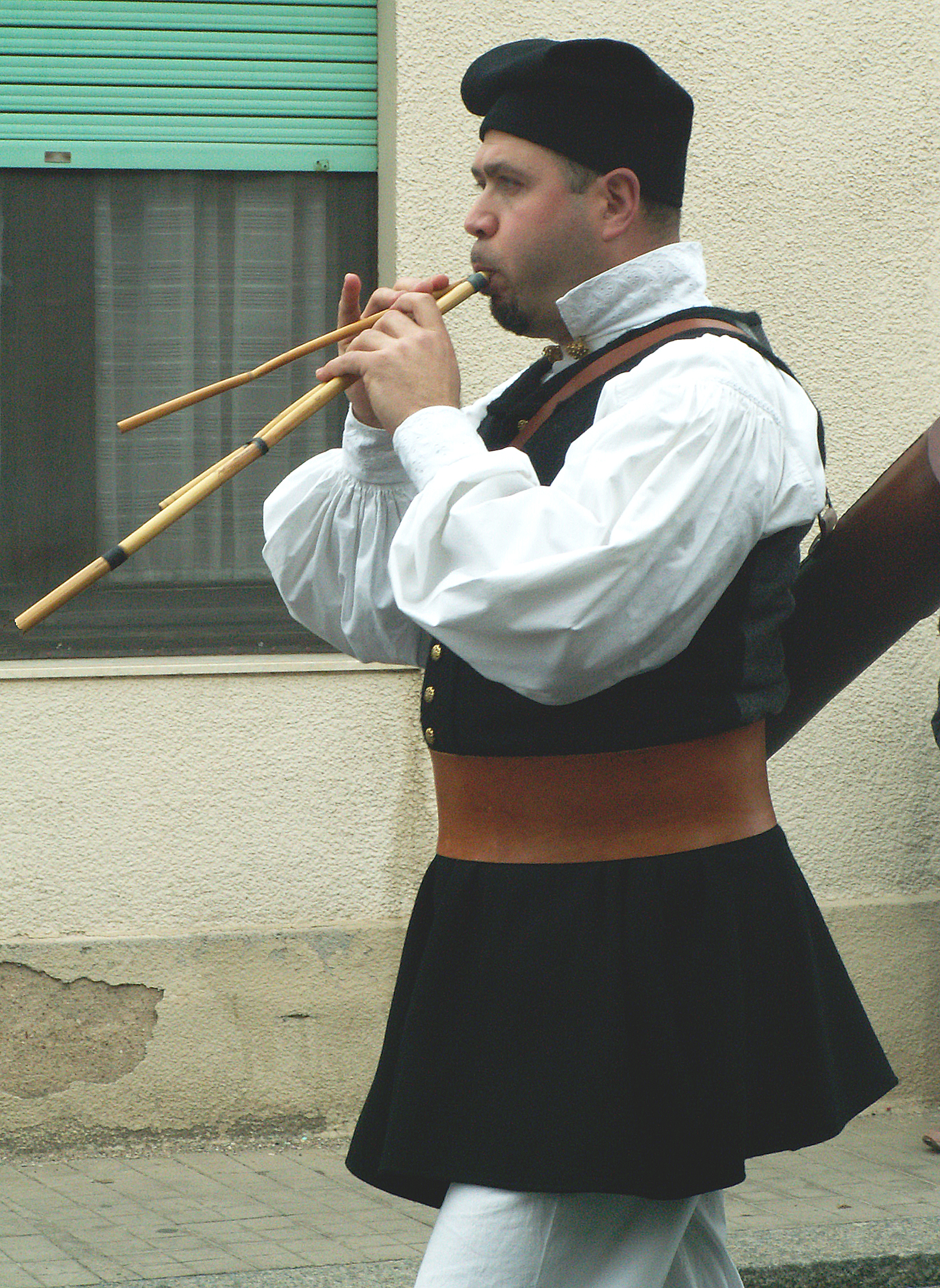
Launeddas, sardský hudební nástroj
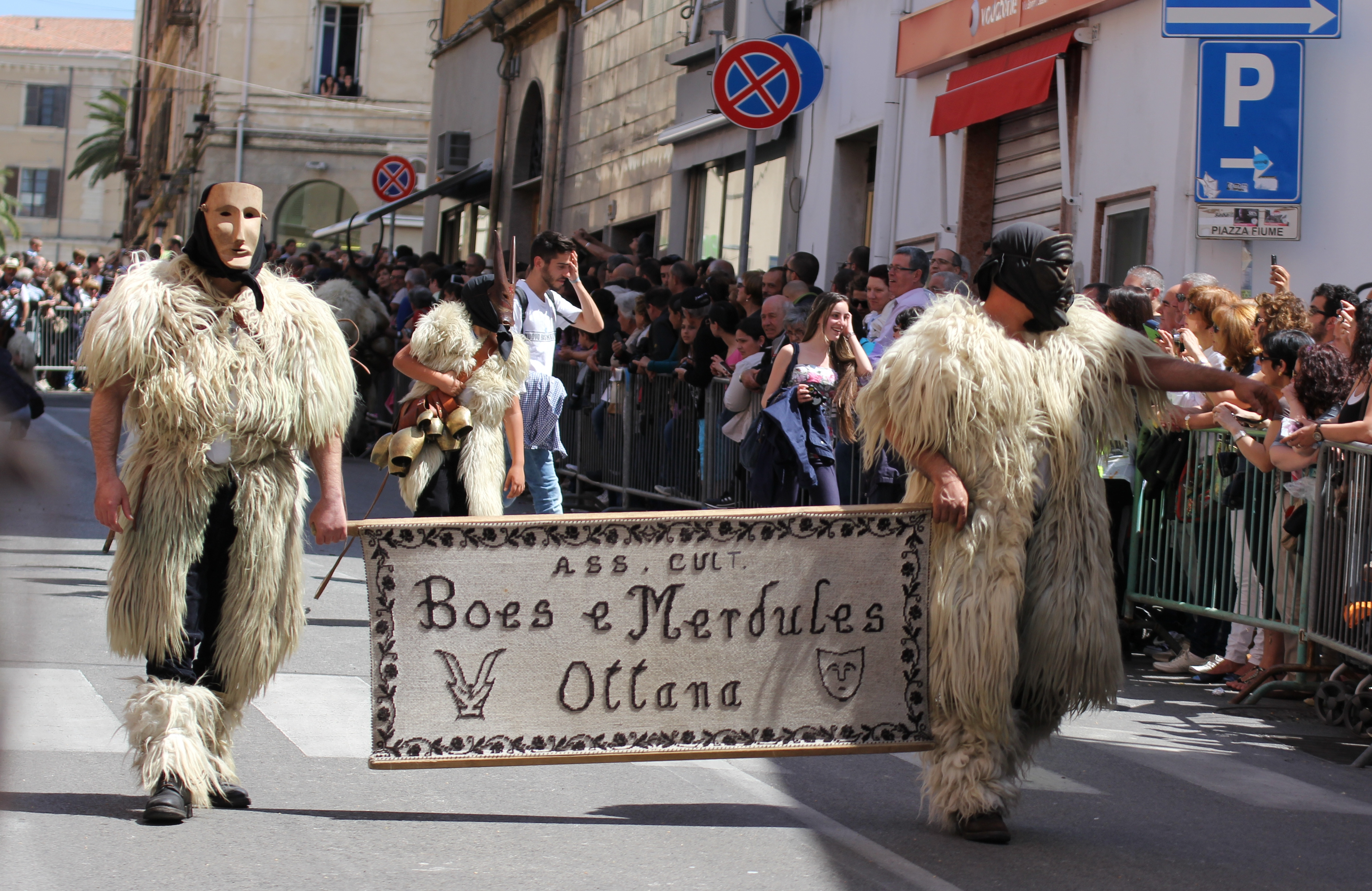
Tradiční karneval Boes e Merdules v obci Ottana (Nuoro, Sardinie)
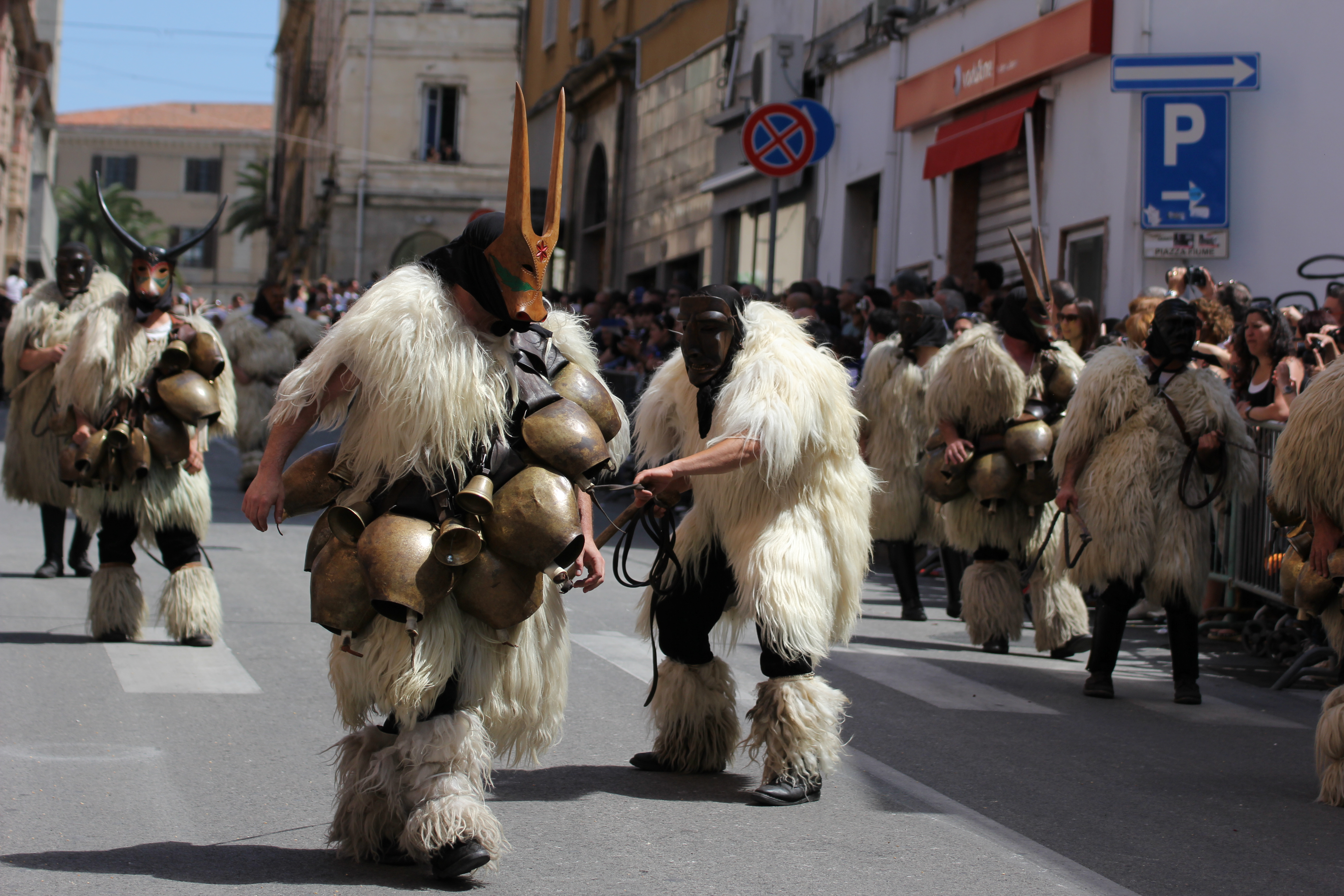
Ottana – karneval Boes e Merdules (tradiční kostýmy)
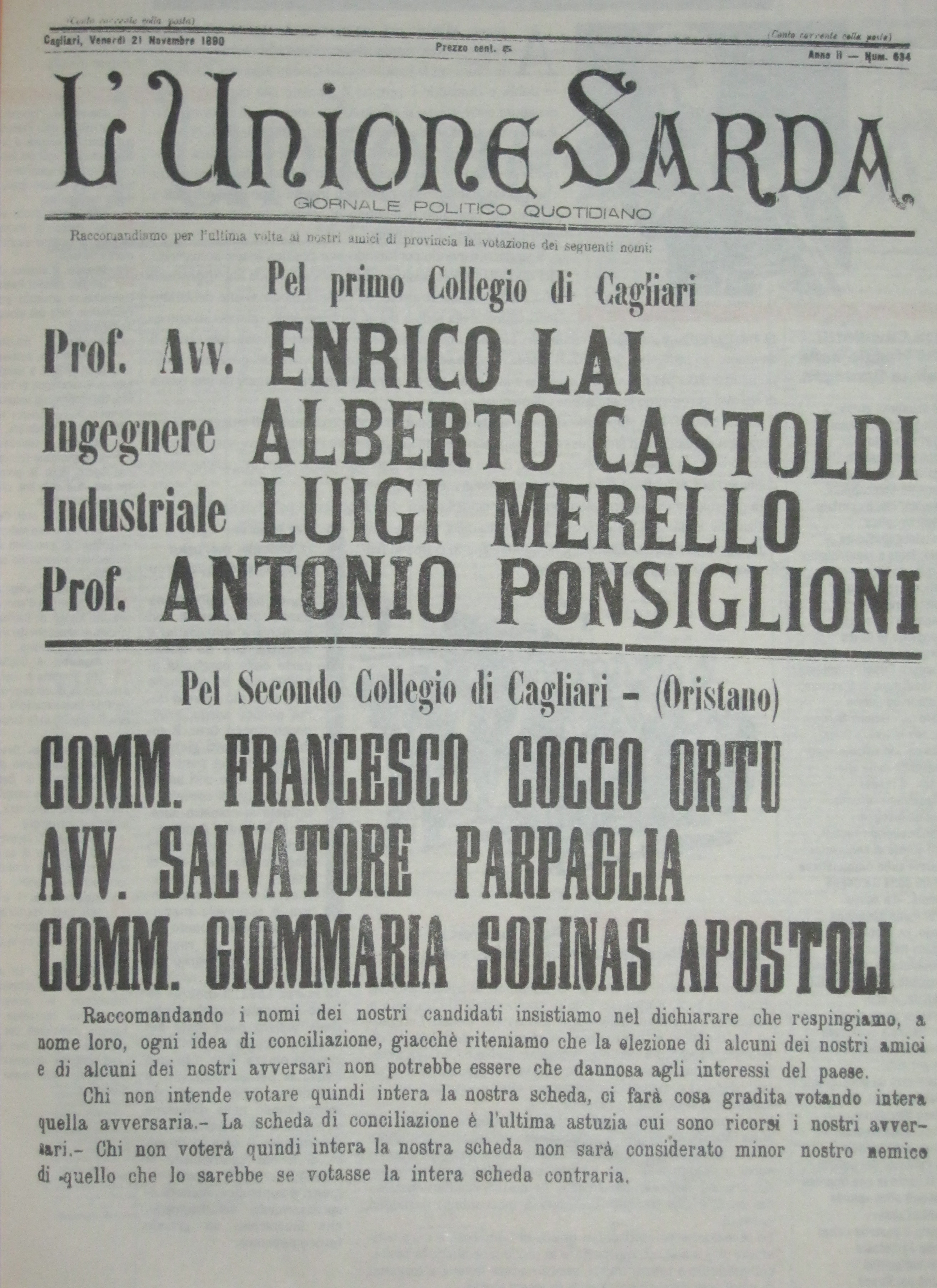
L'Unione Sarda, nejstarší deník Sardinie (1890), vychází dodnes
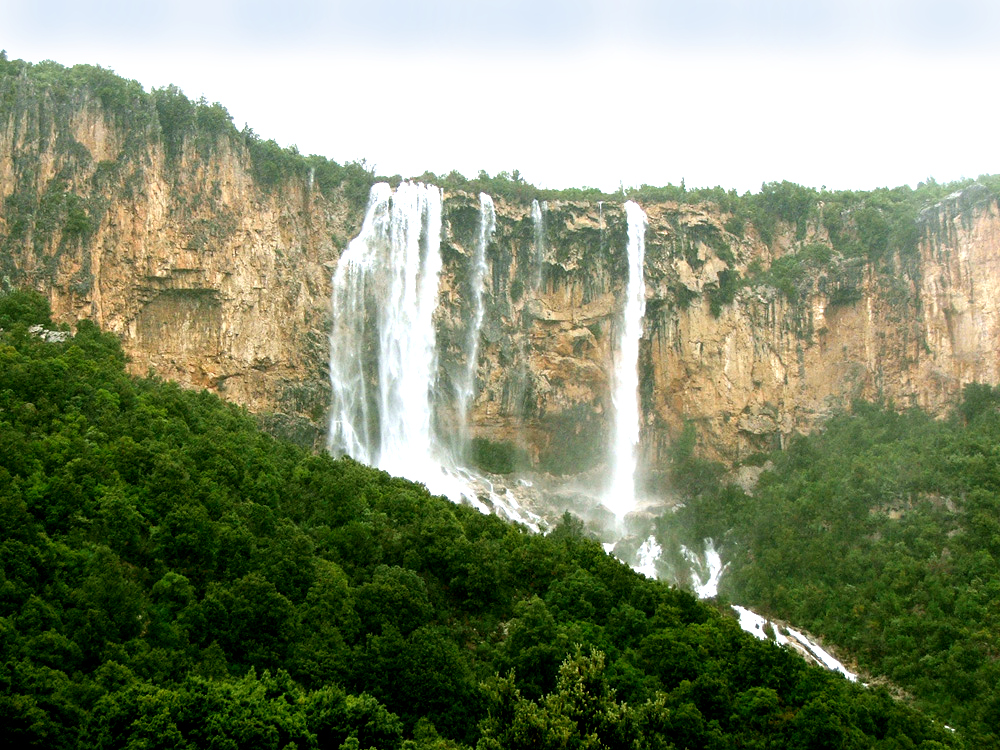
Cascate di Lequarci (Ulassai, Sardinie)
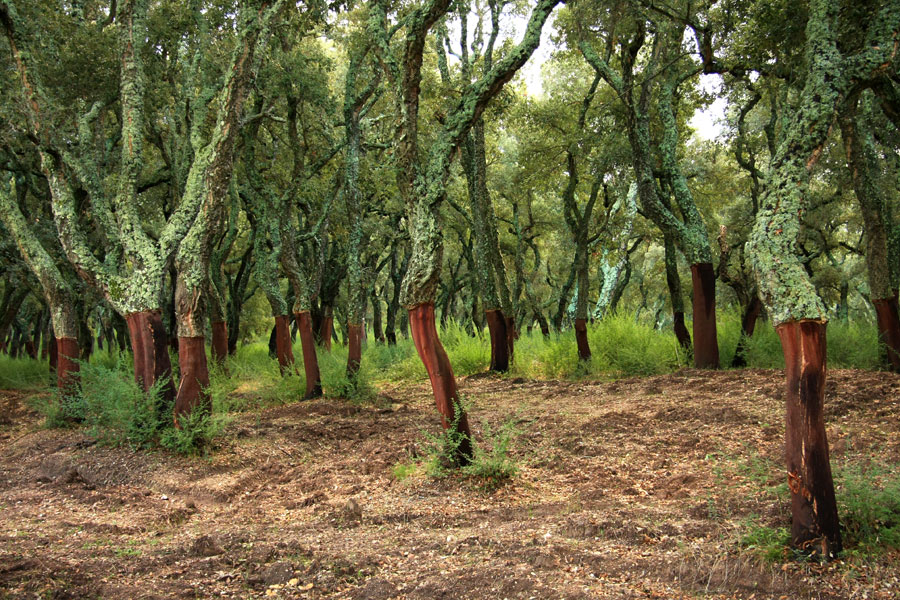
Korkové duby po ořezání, Tempio Pausania (Gallura, Sardinie)
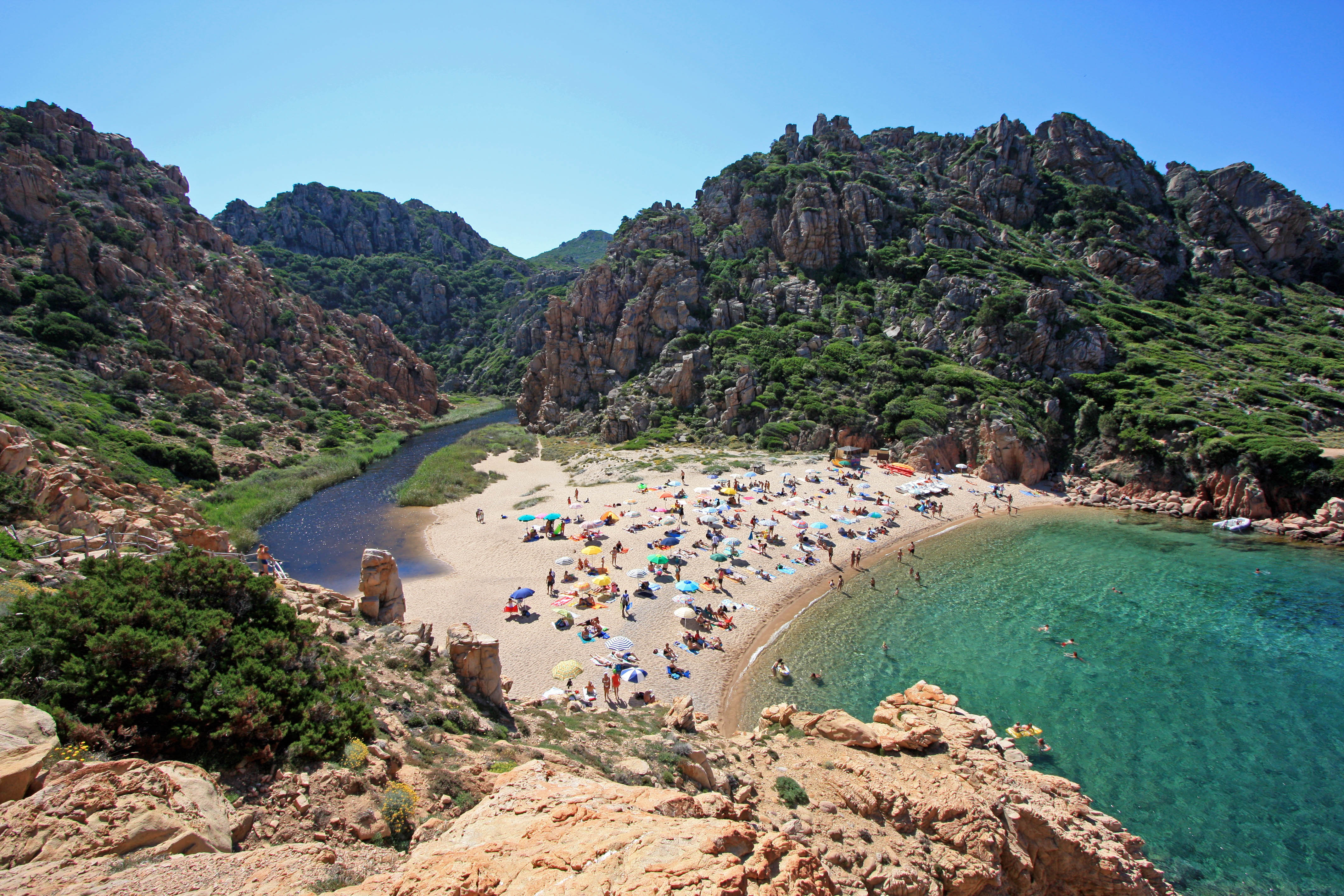
Pláž na severním pobřeží Sardinie
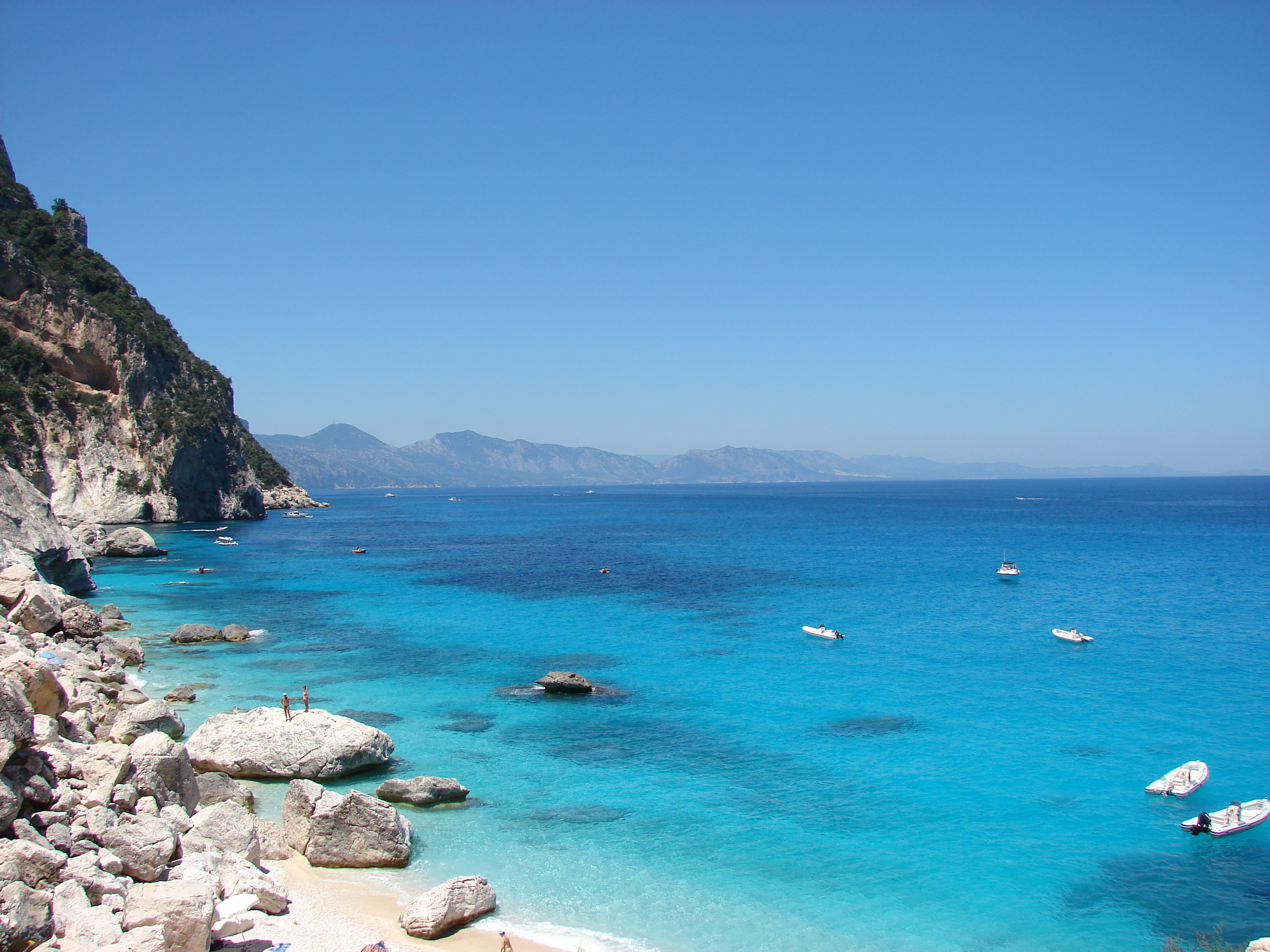
Sardinské pobřeží
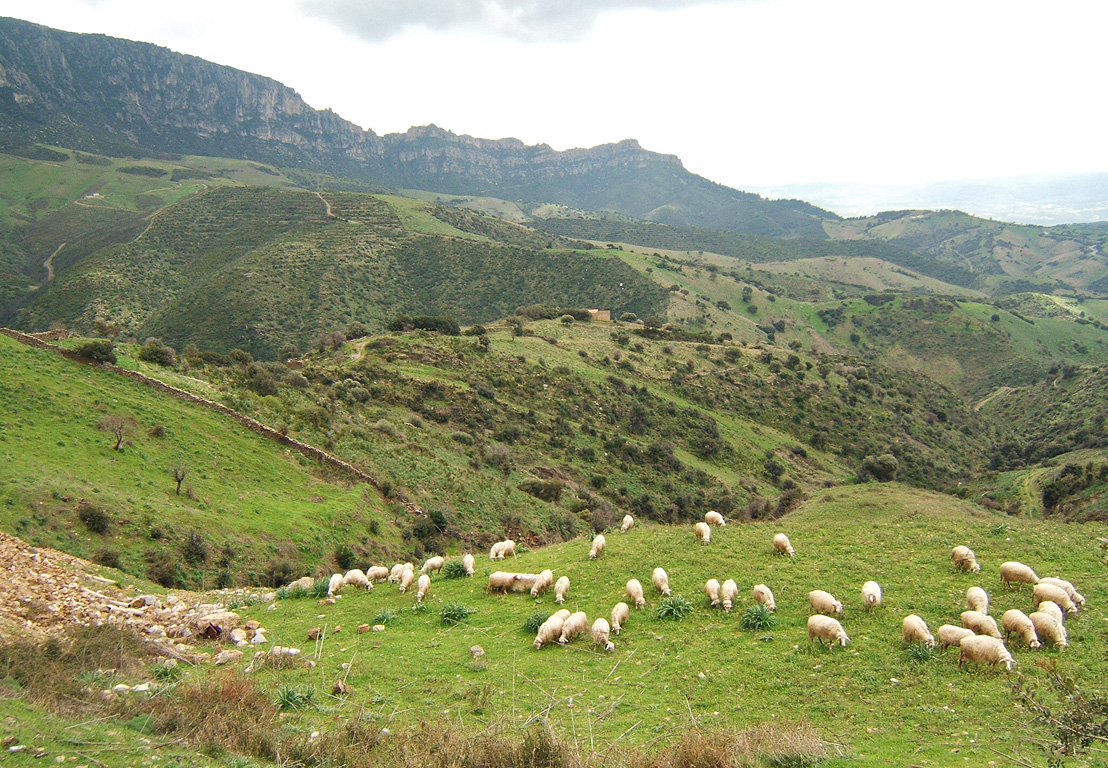
Sardinské vnitrozemí